# Épiphane de Pavie
Épiphane de Pavie, né en 438 à Pavie et mort en 496, probablement dans la même ville, est un évêque de Pavie de 466 à sa mort survenue en 496. Avant son épiscopat, Épiphane fut successivement lecteur, sous-diacre puis diacre.

## Biographie
La vie d'Épiphane est connue grâce à l'évêque Ennode de Pavie qui compose une Vita beatissimi viri Epiphani episcopi Ticinensis ecclesiae, principale source biographique à son sujet.
Épiphane est né en 438 dans la ville de Pavie. Il descendrait, par sa mère, de l'évêque de Milan Miroclès (304-320). Son père se nomme Maurus et sa mère Focaria. Il est proche de l'évêque Crispin, qui le nomme diacre à l'âge de 20 ans. Crispin l'apprécie au point de le recommander pour sa succession. À sa mort, le peuple élit Épiphane comme nouvel évêque,.
Épiphane accomplit nombre de missions et même des exploits au service de l’Église, mais le plus important demeure son expédition à Ravenne, où il s'oppose sur la question des droits urbains à Théodoric le Grand, peu après sa défaite contre Odoacre, en plaidant pour leur rétablissement. Il y a encore lieu de signaler son ambassade en 475 à Toulouse auprès d'Euric pour le compte de l’empereur Julius Nepos,.
Épiphane, cependant, représente aussi à plusieurs reprises la communauté chrétienne auprès d'importants personnages de l’époque, tels entre autres les rois ariens. Ses interventions et ses exhortations à des figures dirigeantes se révélèrent le plus souvent fructueuses, car les dignitaires religieux comme Épiphane exerçaient une influence forte sur les princes et les aristocrates de cette période.
Épiphane sut ainsi se faire entendre en négociant avec Euric, Gondebaud, Odoacre et Théodoric à propos du montant de la rançon des captifs italiens que chacun détenait, et dans les pourparlers qui s'ensuivirent avec Odoacre et Théodoric sur la diminution du tribut imposé aux Ligures.
Mais Épiphane ne s'adressait pas qu'aux aristocrates, empereurs etc. de ce qui était alors considéré comme le « monde civilisé » ; plus d'une fois au cours des périodes de trouble, il va trouver les chefs barbares pour leur demander la clémence envers les prisonniers et les vaincus, et il obtient des libérations. Lors d'un conflit opposant Anthemius au chef barbare Ricimer, Épiphane appelle les deux camps à faire la paix,.
Après la destruction de Pavie en 476 à la suite de la guerre entre Oreste et Odoacre, Épiphane travaille activement à la reconstruction de la ville.
Épiphane meurt le 21 janvier 496 à l’âge de cinquante-huit ans : il a servi l'Église durant 30 ans.

## Le culte de saint Épiphane
Peu après la mort d'Épiphane, Ennodius d’Arles alias Ennode de Pavie († 521) devient son hagiographe en rédigeant une Vie de l’évêque Épiphane de Pavie. Épiphane est enterré à Pavie dans l'église de Saint-Vincent. Mais ses reliques sont transférées à Hildesheim en 963,.
C'est un saint des Églises chrétiennes célébré le 21 janvier,.
Sa sœur Honorate fut également canonisée.